# Aleksandr Andreyevich Svechin
Aleksandr Andreyevich Svechin (tiếng Nga: Александр Андреевич Свечин; sinh ngày 17 tháng 8 năm 1878 tại Odessa - mất ngày 27 tháng 8 năm 1938), còn được viết là Alexander Andreevich Svetchin, là một tướng lĩnh quân đội Sa hoàng, sau đó là một tướng lĩnh và nhà lý luận quân sự của Liên Xô, tác giả của bộ "Chiến lược (Стратегия)" được xem như binh thư quan trọng của của quân đội Liên Xô.

## Xuất thân
Svechin là người gốc Nga, sinh ra ở Odessa. Cha ông là một tướng lĩnh quân đội Đế quốc Nga. Anh trai ông là Mikhail Svechin (1876–1969) - một sĩ quan kỵ binh chiến đấu trong Chiến tranh Nga–Nhật và Thế chiến thứ nhất, tham gia phong trào Bạch vệ trong Nội chiến Nga và qua đời tại Pháp năm 1969.
Ông tốt nghiệp Trường Thiếu sinh quân Sankt-Peterburg năm 1895, sau đó là Trường Pháo binh Mikhailovsky năm 1897, Học viện Tham mưu năm 1903.

## Binh nghiệp
Ông tham gia Chiến tranh Nga-Nhật với tư cách là Đại đội trưởng thuộc Trung đoàn 22 Đông Siberi, và sau đó là sĩ quan tham mưu tại trụ sở của Quân đoàn 16 và là sĩ quan tham mưu tại trụ sở của Quân đoàn 3 Mãn Châu.
Khi Thế chiến thứ nhất nổ ra, ông được giao chỉ huy Trung đoàn 5 Súng trường Phần Lan, và sau đó được bổ nhiệm làm Tham mưu trưởng Sư đoàn Bộ binh 7, Tư lệnh Sư đoàn Hải quân đánh bộ Biển Đen, được thăng quân hàm Thiếu tướng năm 1916 và cuối cùng là Tham mưu trưởng của Tập đoàn quân số 5.
Sau Cách mạng Tháng Mười, vào tháng 3 năm 1918, ông gia nhập Đảng Bolshevik và ngay lập tức được bổ nhiệm làm chỉ huy quân sự của vùng Smolensk. Ông đã vươn lên trở thành người đứng đầu Bộ Tổng tham mưu các lực lượng vũ trang toàn Nga.
Vào tháng 10 năm 1918, sau những bất đồng với Tổng tư lệnh Hồng quân Jukums Vācietis, Svechin bị cách chức và được bổ nhiệm làm giáo sư tại Học viện Tổng Tham mưu của Hồng quân Công Nông. Vị trí mới cho phép Svechin kết hợp tài năng của một người viết lách với kiến thức về chiến lược quân sự của mình. Tác phẩm Chiến lược của ông được yêu cầu đọc tại các trường quân sự Liên Xô.

## Bị thanh trừng
Vào tháng 2 năm 1931, trong một cuộc thanh trừng các cựu sĩ quan Sa hoàng trong Hồng quân, Svechin đã bị bắt và bị kết án 5 năm tù khổ sai. Tuy nhiên, vào tháng 2 năm 1932, ông được trả tự do và trở lại hoạt động với tư cách là một sư đoàn trưởng của Hồng quân. Ông được phân công làm việc tại cơ quan tình báo của Bộ Tổng tham mưu và sau đó tại Học viện Tổng tham mưu Hồng quân.
Ông lại bị bắt vào ngày 30 tháng 12 năm 1937. Tên ông được đưa vào danh sách tử hình số 107 ngày 26 tháng 7 năm 1938 và có chữ ký của Joseph Stalin và Vyacheslav Molotov. Ngày 29 tháng 7 năm 1938, ông bị Tòa án quân sự tối cao Liên Xô kết án tử hình với tội danh "tham gia tổ chức phản cách mạng" và "huấn luyện khủng bố".
Theo Alexander Hill, Svechin bị hành quyết vào ngày 29 tháng 8 năm 1938 và thi thể của ông được chôn cất tại vùng Kommunarka, Moskva. Tuy nhiên, ấn bản tiếng Pháp của Aleksandr Solzhenitsyn's The Gulag Archipelago [3] lại cho rằng ông bị hành quyết năm 1935.
Ông được phục hồi vào ngày 8 tháng 9 năm 1956.

## Khen thưởng
Svechin được Đế quốc Nga thưởng nhiều huân chương cho các chiến công, như Huân chương Thánh Anne, Huân chương Thánh Stanislaus, Huân chương Thánh Vladimir, Huân chương Thánh George.

## Tác phẩm
Ông có nhiều tác phẩm lý luận quân sự, nhưng tiêu biểu nhất là:
- Chiến lược (hoàn thành năm 1926)
- Nghệ thuật chỉ huy trung đoàn (hoàn thành năm 1930)